# Resolutie 416 Veiligheidsraad Verenigde Naties
Resolutie 416 van de Veiligheidsraad van de Verenigde Naties werd op 21 oktober 1977 aangenomen door de VN-Veiligheidsraad. Dertien leden stemden voor terwijl China en Libië niet deelnamen aan de stemming. De resolutie verlengde de UNEF II-vredesmacht in de Sinaï met een jaar.

## Achtergrond
Na de Jom Kipoeroorlog twee jaar voor deze resolutie, werd een interventiemacht gestationeerd in de Sinaï, dat tijdens de oorlog door Israël was bezet. De Veiligheidsraad had opgeroepen tot onderhandelingen om een duurzame vrede te bereiken in de regio. In 1979 sloten Israël en Egypte een vredesverdrag en in 1982 trok Israël zich terug uit de Sinaï.

## Inhoud
De Veiligheidsraad:
- Herinnert aan zijn resoluties 338, 340, 341, 346, 362, 368, 371, 378 en 396.
- Heeft het rapport van secretaris-generaal Kurt Waldheim over de VN-waarnemingsmacht in beschouwing genomen.
- Heeft de ontwikkelingen in de situatie in het Midden-Oosten opgemerkt.
- Herinnert zich het standpunt van de secretaris-generaal dat een vermindering van de inspanningen om het probleem op te lossen gevaarlijk is en zijn hoop op dringende inspanningen om het gehele probleem aan te pakken om de rust in de regio te herstellen en een uitgebreide overeenkomst te bereiken.
- Merkt op dat de secretaris-generaal aanraadt het mandaat van de macht met één jaar te verlengen.

1. Besluit:
a. alle betrokken partijen op te roepen om onmiddellijk resolutie 338 uit te voeren;
b. het mandaat van de VN-Waarnemingsmacht met één jaar te verlengen, tot 24 oktober 1978;
c. de secretaris-generaal te vragen tegen die tijd een rapport over de situatie en de uitvoering van resolutie 338 in te dienen.
2. Vertrouwt erop dat de macht zo efficiënt mogelijk wordt onderhouden.

## Verwante resoluties
- Resolutie 398 Veiligheidsraad Verenigde Naties
- Resolutie 408 Veiligheidsraad Verenigde Naties
- Resolutie 420 Veiligheidsraad Verenigde Naties
- Resolutie 425 Veiligheidsraad Verenigde Naties

Lijst ·  403 ·  404 ·  405 ·  406 ·  407 ·  408 ·  409 ·  410 ·  411 ·  412 ·  413 ·  414 ·  415 ·  416 ·  417 ·  418 ·  419 ·  420 ·  421 ·  422